# Hugo Bungenberg
Hugo Bungenberg

Link zum Bild

Hugo Bungenberg (* 25. Februar 1892 in Hellenthal; † 8. Juni 1961 in Wattenscheid) war ein deutscher Fabrikant und Oberbürgermeister der Stadt Wattenscheid.

## Leben
Hugo Bungenberg wurde am 25. Februar 1892 in Hellenthal in der Eifel geboren und evangelischer Konfession. Er hatte eine Ausbildung als Mechaniker. Er war verheiratet mit Hulda, geborene Bölling.
Er wurde in der ersten freien Kommunalwahl nach dem Krieg am 13. Oktober 1946 gewählt und war der erste demokratisch gewählte Oberbürgermeister von Wattenscheid nach dem Zweiten Weltkrieg. Bungenberg gehörte der CDU an und diente als Oberbürgermeister vom 30. Oktober 1946 bis zum 1. November 1948. Dem Rat der Stadt Wattenscheid gehörte er vom 6. März 1946 bis zum 18. März 1961 an.
Neben seiner politischen Tätigkeit war Bungenberg auch als Unternehmer in Wattenscheid aktiv.
Im Jahr 1953 kam es in der evangelischen Friedenskirche zu einem Brand des Turmdachstuhls. Im Oktober 1956 erwarb Bungenberg die alten, historisch wertvollen Stahlglocken, welche den Brand überstanden hatten. Die auf den Namen „Rufe die Fröhlichen“ und „Tröste die Trauernden“ getauften Glocken stiftet er seiner Heimatgemeinde Hellenthal. Später kamen sie als Exponat des Heimatmuseums Helfs Hof wieder zurück nach Wattenscheid.
Kurz nach seinem Ausscheiden aus dem Rat verstarb Bungenberg und wurde auf dem evangelischen Friedhof Westenfeld begraben.